# 'A camorra song'io
A camorra song'io è il primo album da studio del gruppo Rock crossover napoletano degli 'A67, pubblicato nel 2005 (Polosud). Disco interamente cantato in dialetto partenopeo, contiene la cover di Fabrizio De André Don Raffaè.

## Descrizione
Lo stile musicale della band in quest'album varia fra rap, rock e funk. L'album è esplicitamente di protesta contro il cancro del territorio di provenienza della band (Scampia), cioè la camorra, ma tratta anche delle difficoltà che affrontano tutti gli abitanti di quella terra (soprattutto i più giovani), che troppo spesso si trovano davanti al bivio nel scegliere la strada "facile" offerta dalla criminalità organizzata o dedicarsi ad una vita onesta carica di sacrifici per mantenerla pulita.

## Tracce
1. 'A camorra song' io – 3:03
2. Viento Fujente – 4:12
3. Voglie parlà – 4:16
4. 23/01/96 – 3:16
5. Jesus – 4:21
6. Il camorrista – 0:18
7. Don Raffaè – 3:17
8. Notte 'e vierno – 3:53
9. O-Funk – 3:41
10. 'A67 – 3:51
11. Comm nu treno senza rotta – 3:21
12. Terre – 2:47

Durata totale: 40:16
Inoltre nel CD è contenuto il videoclip della traccia N°10 "'A67 - 3:51"